# Dicranomyia pleurilineata
Dicranomyia pleurilineata är en tvåvingeart som beskrevs av Riedel 1917. Dicranomyia pleurilineata ingår i släktet Dicranomyia och familjen småharkrankar.
Artens utbredningsområde är Taiwan. Inga underarter finns listade i Catalogue of Life.